# Mäser Austria

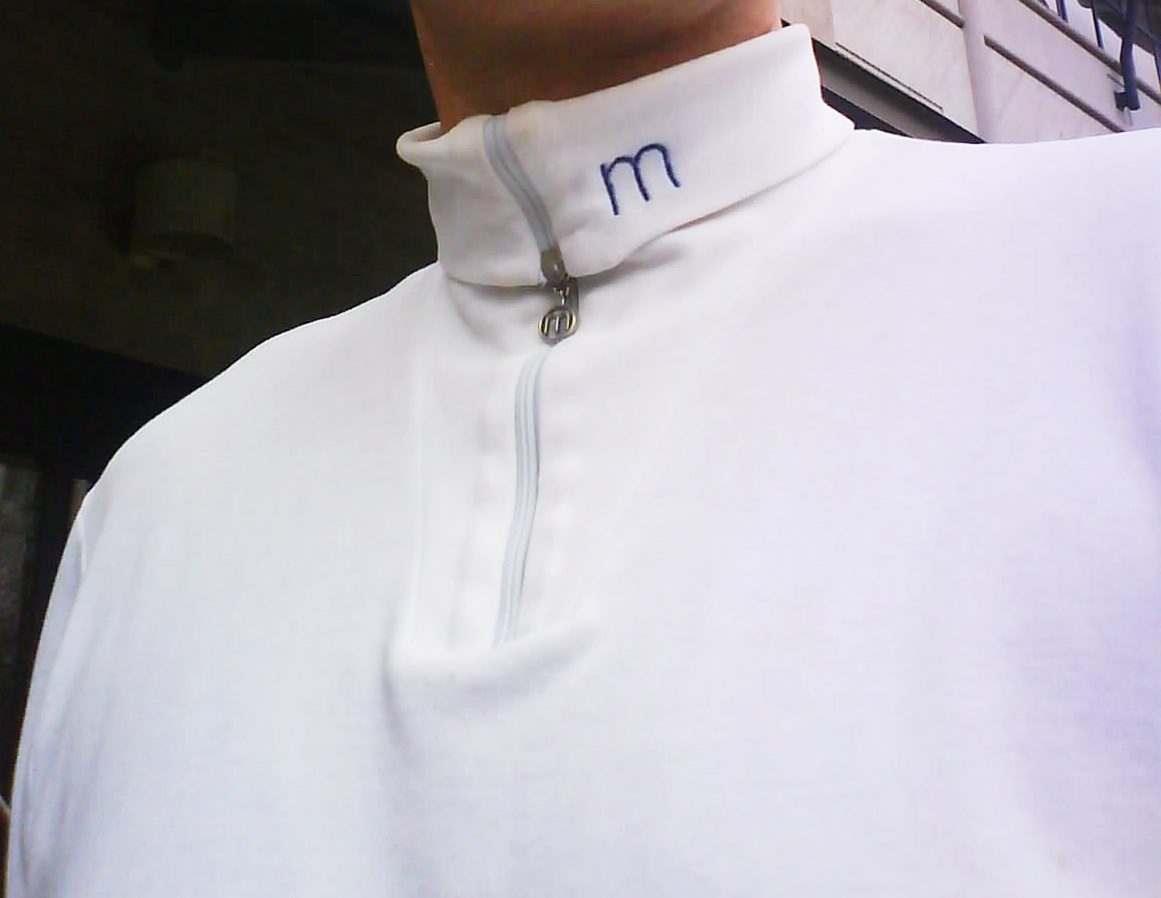
Typisk Mäser Polo i ursprunglig design

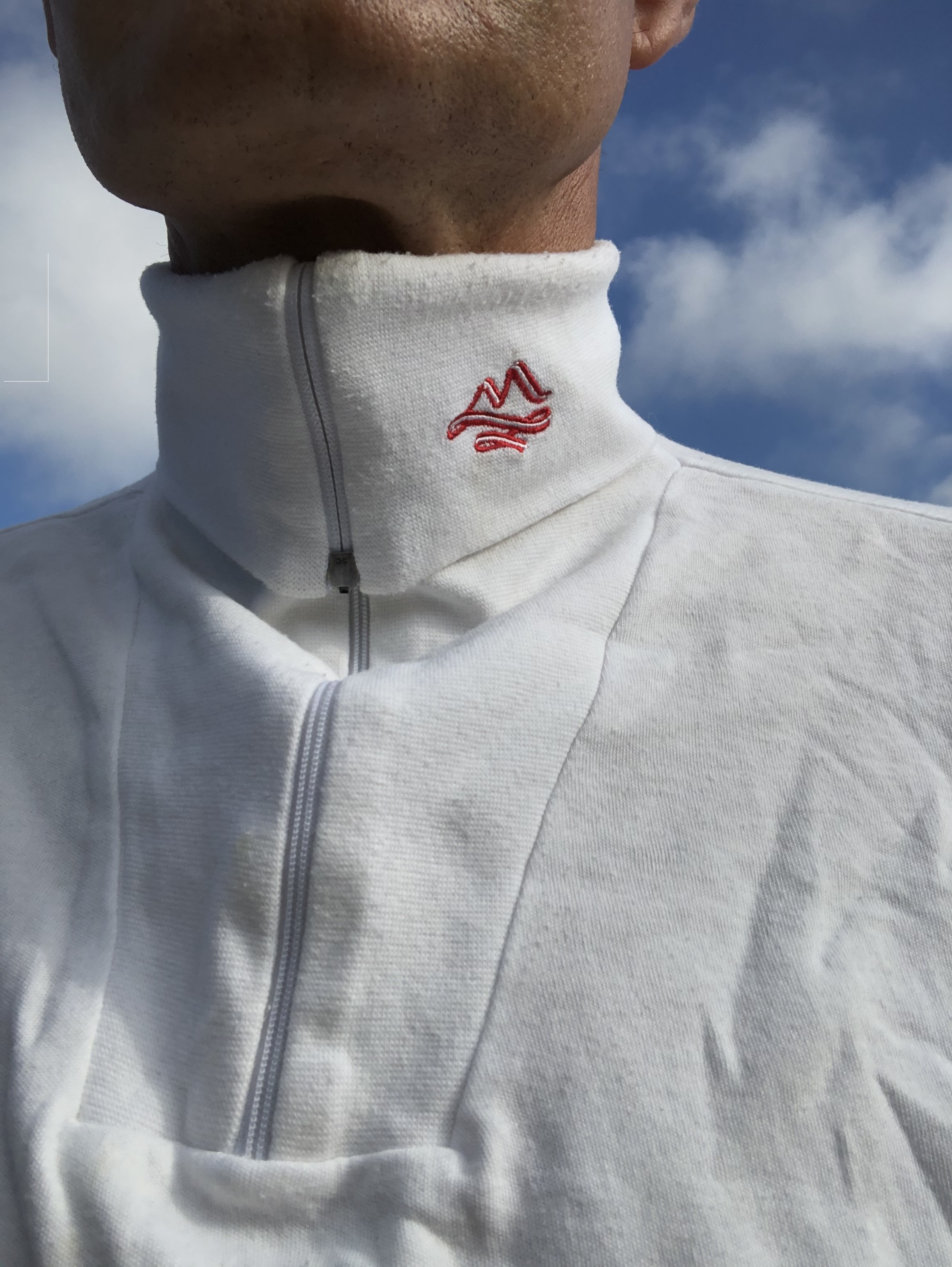
Mäser skidpolo med nyare logotype

Mäser Austria är en österrikisk tillverkare av sportkläder, huvudsakligen för vintersport. 
Benedikt Mäser grundade företaget 1884 i sin hemstad Dornbirn . År 1931 lanserade företaget märket Elastisana vilket 1966 ändrades till Mäser. Logotypen "m" fastställdes 1975 som officiellt varumärke, vilket ses av bilden till höger. Året efter vinner skidlegenden Franz Klammer störtloppet i OS iförd företagets kläder. Företaget fick ytterligare draghjälp när Pirmin Zurbriggen 1988 vinner störtloppet i OS i Calgury iförd företagets kläder. Företaget togs över 2001 av MVB Beteiligungen AG i Plettenberg och ändrade namn till Mäser Austria GmbH 2005. Företaget har nu sin administration i Düsseldorf, sitt distributionscenter i München och sin designavdelning i Wien. År 2009 firade Mäser sitt 125-årsjubileum. Mot slutet gjorde bl.a. supermodellen Cindy Crawford reklam för Mäser. 
Företagets använder mycket bomullsgarn av hög kvalité i sina produkter, men även polyester i de rena idrottskläderna. Kollektionen består mycket av polotröjor i olika färger med halvlång dragkedja mitt fram och med företagets logotyp på höger sida (se bild, även kallad dragkedjepolo), men även av konventionella polotröjor samt halvpolotröjor med och utan dragkedja.